# Tyngdlyftning vid olympiska sommarspelen 2000
Tävlingarna i tyngdlyftning vid de olympiska sommarspelen 2000 i Sydney hölls mellan den 16 och 26 september 2000 i Sydney Convention and Exhibition Centre. Det var första gången som tyngdlyftning för damer fanns med på det olympiska programmet.

## Medaljfördelning
| Medaljfördelning |             |      |        |       |        |
| Placering        | Nation      | Guld | Silver | Brons | Totalt |
| 1                | Kina        | 5    | 1      | 1     | 7      |
| 2                | Grekland    | 2    | 2      | 1     | 5      |
| 3                | Iran        | 2    | 0      | 0     | 2      |
| 4                | Bulgarien   | 1    | 2      | 0     | 3      |
| 5                | USA         | 1    | 0      | 1     | 2      |
| 6                | Colombia    | 1    | 0      | 0     | 1      |
| 6                | Kroatien    | 1    | 0      | 0     | 1      |
| 6                | Mexiko      | 1    | 0      | 0     | 1      |
| 6                | Turkiet     | 1    | 0      | 0     | 1      |
| 10               | Polen       | 0    | 2      | 0     | 2      |
| 10               | Tyskland    | 0    | 2      | 0     | 2      |
| 12               | Indonesien  | 0    | 1      | 2     | 3      |
| 12               | Ryssland    | 0    | 1      | 2     | 3      |
| 14               | Taiwan      | 0    | 1      | 1     | 2      |
| 15               | Nigeria     | 0    | 1      | 0     | 1      |
| 15               | Nordkorea   | 0    | 1      | 0     | 1      |
| 15               | Ungern      | 0    | 1      | 0     | 1      |
| 18               | Vitryssland | 0    | 0      | 2     | 2      |
| 19               | Armenien    | 0    | 0      | 1     | 1      |
| 19               | Georgien    | 0    | 0      | 1     | 1      |
| 19               | Indien      | 0    | 0      | 1     | 1      |
| 19               | Qatar       | 0    | 0      | 1     | 1      |
| 19               | Thailand    | 0    | 0      | 1     | 1      |

## Medaljörer

### Herrar
| Gren                               | Guld                           | Silver                      | Brons                            |
| Bantamvikt 56 kg¹ Detaljer...      | Halil Mutlu · Turkiet          | Wu Wenxiong · Kina          | Zhang Xiangxiang · Kina          |
| Fjädervikt 62 kg² Detaljer...      | Nikolay Pechalov · Kroatien    | Leonidas Sabanis · Grekland | Hennadyj Olesjtjuk · Vitryssland |
| Lättvikt 69 kg Detaljer...         | Galabin Boevski · Bulgarien    | Georgi Markov · Bulgarien   | Serhej Lavrenov · Vitryssland    |
| Mellanvikt 77 kg Detaljer...       | Zhan Xugang · Kina             | Viktor Mitrou · Grekland    | Arsen Melikyan · Armenien        |
| Lätt tungvikt 85 kg Detaljer...    | Pyrros Dimas · Grekland        | Marc Huster · Tyskland      | Giorgi Asanidze · Georgien       |
| Mellantungvikt 94 kg Detaljer...   | Akakios Kakiasvilis · Grekland | Szymon Kołecki · Polen      | Aleksej Petrov · Ryssland        |
| Tungvikt 105 kg Detaljer...        | Hossein Tavakkoli · Iran       | Alan Tsagaev · Bulgarien    | Said Saif Asaad · Qatar          |
| Supertungvikt +105 kg³ Detaljer... | Hossein Rezazadeh · Iran       | Ronny Weller · Tyskland     | Andrej Tjemerkin · Ryssland      |

### Damer
| Gren                             | Guld                            | Silver                           | Brons                             |
| Flugvikt 48 kg⁴ Detaljer...      | Tara Nott · USA                 | Raema Lisa Rumbewas · Indonesien | Sri Indriyani · Indonesien        |
| Fjädervikt 53 kg Detaljer...     | Yang Xia · Kina                 | Li Fengying · Taiwan             | Winarni Binti Slamet · Indonesien |
| Lättvikt 58 kg Detaljer...       | Soraya Jiménez · Mexiko         | Ri Song-Hui · Nordkorea          | Khassaraporn Suta · Thailand      |
| Mellanvikt 63 kg Detaljer...     | Chen Xiaomin · Kina             | Valentina Popova · Ryssland      | Ioanna Khatziioannou · Grekland   |
| Lätt tungvikt 69 kg Detaljer...  | Lin Weining · Kina              | Erzsébet Márkus · Ungern         | Karnam Malleswari · Indien        |
| Tungvikt 75 kg Detaljer...       | María Isabel Urrutia · Colombia | Ruth Ogbeifo · Nigeria           | Kuo Yi-Hang · Taiwan              |
| Supertungvikt +75 kg Detaljer... | Ding Meiyuan · Kina             | Agata Wróbel · Polen             | Cheryl Haworth · USA              |